# Sergej Kalinin (sportskytt)
Sergej Kalinin, född 23 december 1926 i Jaroslavl, Sovjetunionen, död 17 oktober 1997, Ryska SFSR, var en sovjetisk sportskytt.
Kalinin blev olympisk bronsmedaljör i trap vid sommarspelen 1960 i Rom.